# Magó (279 aC)
Magó va ser el comandant de la flota cartaginesa enviada per Cartago en ajuda de Roma contra Pirros de l'Epir, després de la batalla d'Asculum (279 aC).
El Senat Romà va rebutjar la seva ajuda i Magó va embarcar cap al sud d'Itàlia on es va entrevistar amb Pirros. Segurament és el mateix Magó que més tard va assetjar Rhègion i va vigilar l'estret de Messana per impedir que Pirros creués a Sicília.